# Dvärgdraba
Dvärgdraba (Draba crassifolia) är en flerårig, mycket liten ört, oftast bara några centimeter hög.
Dvärgdraba förekommer endast i nordliga områden längs med Klippiga bergen, Kanada, på Grönland och högfällsområdet i Sverige. Den växter på grusig kalkrik mark, på klipphyllor och vid snölegor. I Sverige dokumenterades arten första gången 1920 men fynduppgiften publicerades först 1954.